# Comandante en Jefe de los Servicios de Defensa
El Comandante en Jefe de los Servicios de Defensa (birmano: တပ်မတော်ကာကွယ်ရေးဦးစီးချုပ်) es el comandante del Tatmadaw (birmano: တပ်မတော်), las fuerzas armadas de Birmania.
Según la Constitución de Birmania de 2008, el comandante en jefe es nombrado por el presidente de Birmania, y es nombrado e informado al Consejo de Defensa Nacional y Seguridad (NDSC), presidido por el presidente; el comandante en jefe también es miembro de la NDSC.
El actual comandante en jefe es el General de División Min Aung Hlaing, desde el 30 de marzo de 2011.

## Lista de Comandantes en Jefe
| No. | Comandantes en Jefe de Servicios de Defensa     | Asumió el cargo        | Dejó el cargo          | Tiempo en el cargo | Rama de defensa      |
| --- | ----------------------------------------------- | ---------------------- | ---------------------- | ------------------ | -------------------- |
| 1   | General de División Aung San (1915–1947)        | 1945                   | 19 de julio de 1947 †  | 1-2 años           | Ejército de Birmania |
| 2   | Brigadier Let Yar (1911–1978)                   | 19 de julio de 1947    | 4 de enero de 1948     | 169 días           | Ejército de Birmania |
| 3   | Teniente General Smith Dun (1906–1979)          | 4 de enero de 1948     | 31 de enero de 1949    | 1 año, 27 días     | Ejército de Birmania |
| 4   | General Ne Win (1910-2002)                      | 1 de febrero de 1949   | 20 de abril de 1972    | 23 años, 79 días   | Ejército de Birmania |
| 5   | General San Yu (1918–1996)                      | 20 de abril de 1972    | 1 de marzo de 1974     | 1 año, 315 días    | Ejército de Birmania |
| 6   | General Tin Oo (nacido en 1927)                 | 1 de marzo de 1974     | 6 de marzo de 1976     | 2 años, 5 días     | Ejército de Birmania |
| 7   | General Kyaw Htin (1925-1996)                   | 6 de marzo de 1976     | 3 de noviembre de 1985 | 9 años, 242 días   | Ejército de Birmania |
| 8   | General Superior Saw Maung (1928–1997)          | 4 de noviembre de 1985 | 22 de abril de 1992    | 6 años, 170 días   | Ejército de Birmania |
| 9   | General superior Than Shwe (nacido en 1933)     | 22 de abril de 1992    | 30 de marzo de 2011    | 18 años, 342 días  | Ejército de Birmania |
| 10  | General Senior Min Aung Hlaing (nacido en 1956) | 30 de marzo de 2011    | titular                | 10 años, 8 días    | Ejército de Birmania |